# موريتز شتاينشنايدر
موريتز شتاينشنايدر (1816 - 1907 م) هو مستشرق نمسوي، برز خصوصاً في الدراسات العبرية. ويعتبر مبتكر مصطلح "معاداة السامية".
من آثاره: «الترجمات العبرية في العصر الوسيط واليهود بوصفهم مترجمين».
رودولف اشتروطمن (بالألمانية: Rudolf Strothmann) (1877 - 1960 م) هو مستشرق ولاهوتي ألماني اهتم خصوصاً بالمذاهب الباطنية في الإسلام.

## روابط خارجية
- موريتز شتاينشنايدر على موقع الموسوعة البريطانية (الإنجليزية)